# 모노노베씨
모노노베 씨(일본어: 物部氏 모노노베시[*])는 모노노베를 근거하는 씨족이다. 오사카부 가타시 하나에 니니기에 천손 강림했다고 하는 씨족이다.

## 특징과 역사
모노노베씨는 원래 무기 제조 ・ 관리를 주로 맡아보았다고 하며, 오토모씨(大伴氏)와 함께 유력한 군사 씨족(軍事氏族)으로써 성장해 5세기 야마토 왕권의 왕위 계승 다툼에서 군사적인 활약을 보였고 유랴쿠(雄略)조에는 최고집정관이였다. 모노노베씨는 해부(解部)를 거느리고 형벌이나 경찰, 군사 뿐 아니라 주술, 씨성(氏姓) 등의 직무 또한 맡았으며, 일설에는 맹신탐탕(盟神探湯)의 집행자를 겸하기도 했다고 한다. 또한 나라현 덴리시 시가지 주변에는 「이소노카미(石上) ・ 도요타(豊田) 고분군」, 「소마노우치(杣之内) 고분군」이 위치해 있는데, 이 무덤의 피장자는 모노노베 씨와 관련이 있는 것으로 지적된다.
모노노베씨는 게이타이 천황 22년(528년)에 규슈 북부에서 일어난 이와이의 난(磐井の乱) 진압을 명받았지만, 난을 진압한 모노노베노 아라카이(物部麁鹿火)는 센카 천황 원년 7월에 사망하였다. 센카 천황이 죽고, 긴메이 천황의 시대에 모노노베노 오코시(物部尾輿)가 오무라치(大連)가 되었다. 이 무렵 백제에서 전래된 불상을 숭배할지를 놓고 오오미(大臣)였던 소가노 이나메(蘇我稲目)를 중심으로 한 숭불파(崇佛派, 불교 지지)에 맞서 나카토미노 가마코(中臣鎌子)와 함께 배불파(排佛派, 불교 배척)의 선두에 섰다.
불교 숭배 문제를 놓고 벌어진 다툼은 이나메 ・ 오코시가 죽은 뒤 그들의 아들들인 소가노 우마코와 모노노베노 모리야(物部守屋)의 대에까지 이어져, 오오미 우마코는 비다쓰 천황에게 아뢰어 불법을 믿고 받들도록 허락을 받아냈지만, 마침 역병이 돌자 오무라치 모리야는 나카토미노 가쓰우미(中臣勝海)와 함께 나서서 "번신(蕃神, 이국의 신)을 믿어 받들어서 역병이 돌게 되었다며 다시 천황에게 아뢰었고, 천황은 그들의 주장을 받아들여 불교 믿는 것을 중지시켰다. 이때 모리야는 몸소 절에 가서 호상에 걸터앉아 탑을 헐고 불상을 바다에 던져버리도록 했고, 우마코나 시바노 다쓰토(司馬達等) 등 불교 신자들을 매도하였으며 시바노 다쓰토의 딸로 승려로 출가한 젠신니(善信尼) 및 그 제자 에센니(恵善尼) ・ 젠초니(禅蔵尼) 등 비구니 세 명을 잡아다 옷을 벗기고 쓰바이치(海石榴市, 지금의 일본 나라현 사쿠라이시)의 역사(駅舎)로 연행, 사람들이 보는 앞에서 채찍으로 마구 때렸다고 한다.
그러나 모노노베씨의 배불 활동에도 역병은 오히려 더욱 성행하였고, 비다쓰 천황마저 사망하고 만다. 불교 숭배 문제에 대한 논쟁은 비다쓰 천황의 뒤를 이은 요메이 천황의 시대로 이어진다. 요메이 천황은 소가노 이나메의 외손으로 소가 씨와 혈연이 있었고, 비다쓰 천황과는 달리 불교를 지지하는 입장이었음에도 즉위 2년만인 서기 587년 4월 9일(양력 5월 21일)에 사망하고 말았고(사인은 천연두로 추정) 요메이 천황 사후 차기 천황 자리를 두고 모노노베 모리야가 아나호베 황자(穴穂部皇子)를 추대할 계획을 세운 것에 맞서 같은 해 6월 소가노 우마코는 요메이 천황의 누이이자 비다쓰 천황의 황후였던 야키야히메의 명을 받는 형식으로 아나호베 황자의 궁을 포위하고 아나호베황자를 죽여 버렸다. 7월, 다시 야키야히메의 명을 내세워 소가씨 및 소가씨를 지지하는 세력으로 구성된 연합군이 모노노베노 모리야를 공격하였다. 당초에 모노노베 모리야는 유리한 위치에도 가와치국 시부카와군(渋川郡)의 자신의 본거지에서 소가씨의 군사에 의해 전사하고 말았다. 모노노베 모리야가 죽고 난 뒤인 9월 9일에 소가씨의 추천을 받아 스슌 천황이 즉위하였고, 이후 한반도의 지원을 받은 소가노 우마코는 일본 토착 종교파인 모노노베씨를 죽여 모노노베씨는 몰락하고 만다. 그리고 일본 신토를 배척하고 백제에서 전래된 불상을 숭배하였다.
684년 덴무 천황이 팔색성(八色の姓)을 개혁할 때, 모노노베씨는 무라치의 가바네(姓)에서 아손(朝臣)의 가바네로 고쳐졌다.

## 이소노카미씨
슈초 원년(686년)까지 모노노베씨의 일파인 이소노카미씨(石上氏)가 본종가로 존재하였다. 이들은 야마토국 야마베군(山辺郡) 이소노카미 향(石上郷) 부근을 본거지로 삼은 집단으로 보이는데, 모노노베노 유게노 모리야(物部弓削守屋, 모노노베노 모리야)의 동생 모노노베노 이소노카미노 지즈코(贄子)가 이소노카미 성을 칭했던 데서 유래했다고 하나, 훗날 모리야의 형이었던 모노노베노 오이치노 미테(物部大市御狩)의 증손자로 알려진 마로(麻呂)가 이소노카미 집안을 이어받았다는 설도 있다.
이소노카미노 마로(石上麻呂)는 아손(朝臣)의 가바네를 받고 와도 원년(708년)에 사다이진(左大臣)이 되었으며, 그가 죽은 뒤 일본 조정은 조회를 파하고 마로에게 종1위 관위를 추증했다고 한다. 아들 오토마로(乙麻呂)는 고켄 천황(孝謙天皇)의 조정에서 주나곤(中納言)을 지냈고, 오토마로의 아들 야케쓰구(宅嗣)는 간무 천황의 조정에서 다이나곤(大納言)까지 올랐다. 또한 야케쓰구는 문인으로써 오우미노 미후네(淡海三船)와도 어깨를 나란히 한다고 알려졌으며, 일본 최초의 공개 도서관 예정(芸亭)을 지었다고 한다.
그러나 이소노카미씨는 야케쓰구 사후 구교(公卿)를 배출하지 못하고 9세기 전반 이후에는 중앙귀족으로써도 쇠퇴하고 만다. 또한 이소노카미 신궁의 사관(祠官)을 지낸 모노노베씨 계통의 이소노카미 집안을 야케쓰구의 동생 고토쓰구(息嗣)의 자손으로 칭한 근세의 계보도도 전하고 있다.
센고쿠 시대의 무가(武家) 고즈케 나가노씨(上野長野氏)는 황족 출신의 구교 아리와라노 나리히라가 간토로 낙향한 데서 비롯된다는 전승 외에도 이소노카미씨의 후손으로 모노노베씨 계통이라는 전승도 함께 가지고 있다.

## 같이 보기
- 소가씨[3]
- 이소노카미 신궁